# Алмен
Алмен (нід. Almen) — село в нідерландській провінції Гелдерланд. Входить до муніципалітету Лохем.
Його площа становить 14,06 км², а населення станом на 2021 рік складало 1225 осіб.
Перша згадка про населений пункт датується 1188 роком.

## Галерея

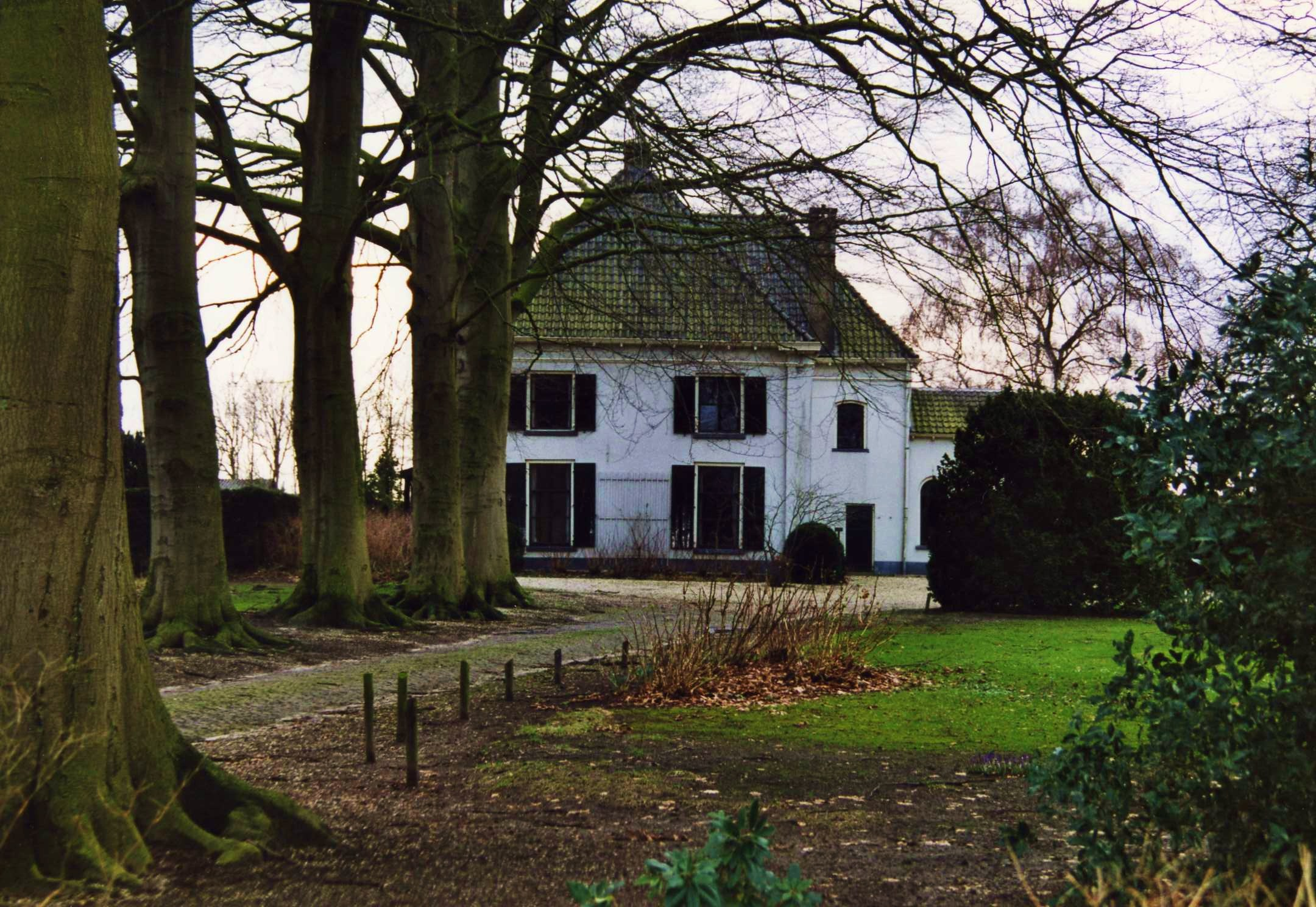
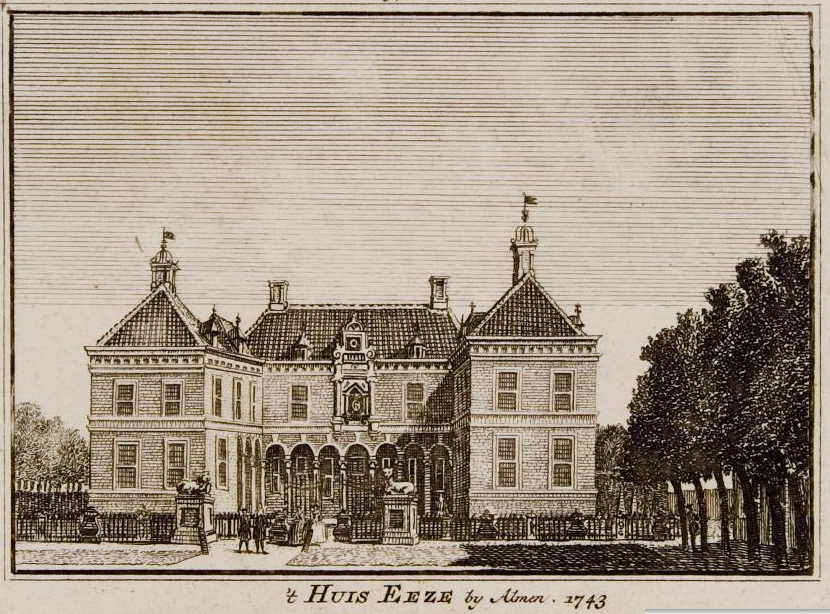
Замок Езе (1743-1745)
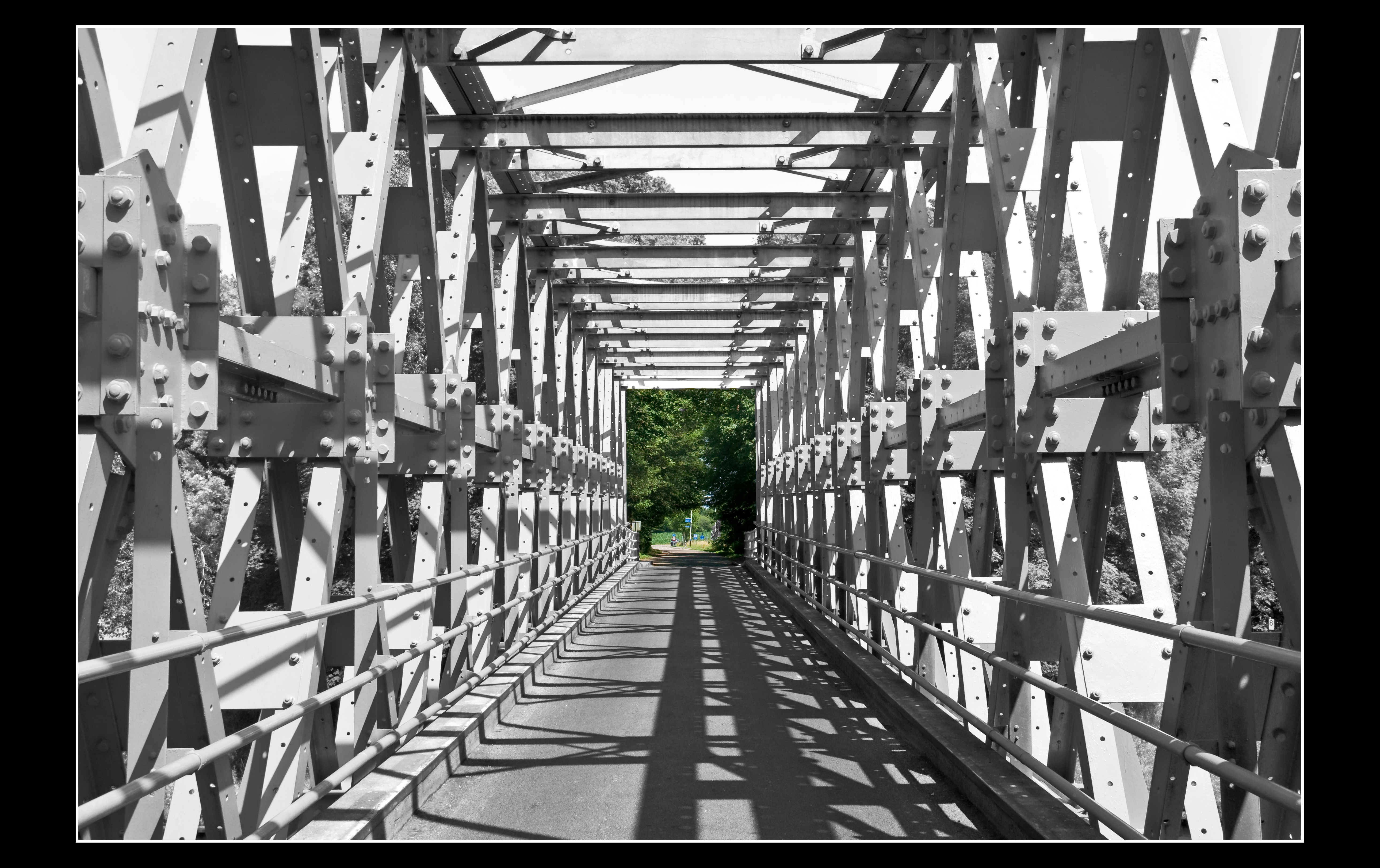
Міст через канал
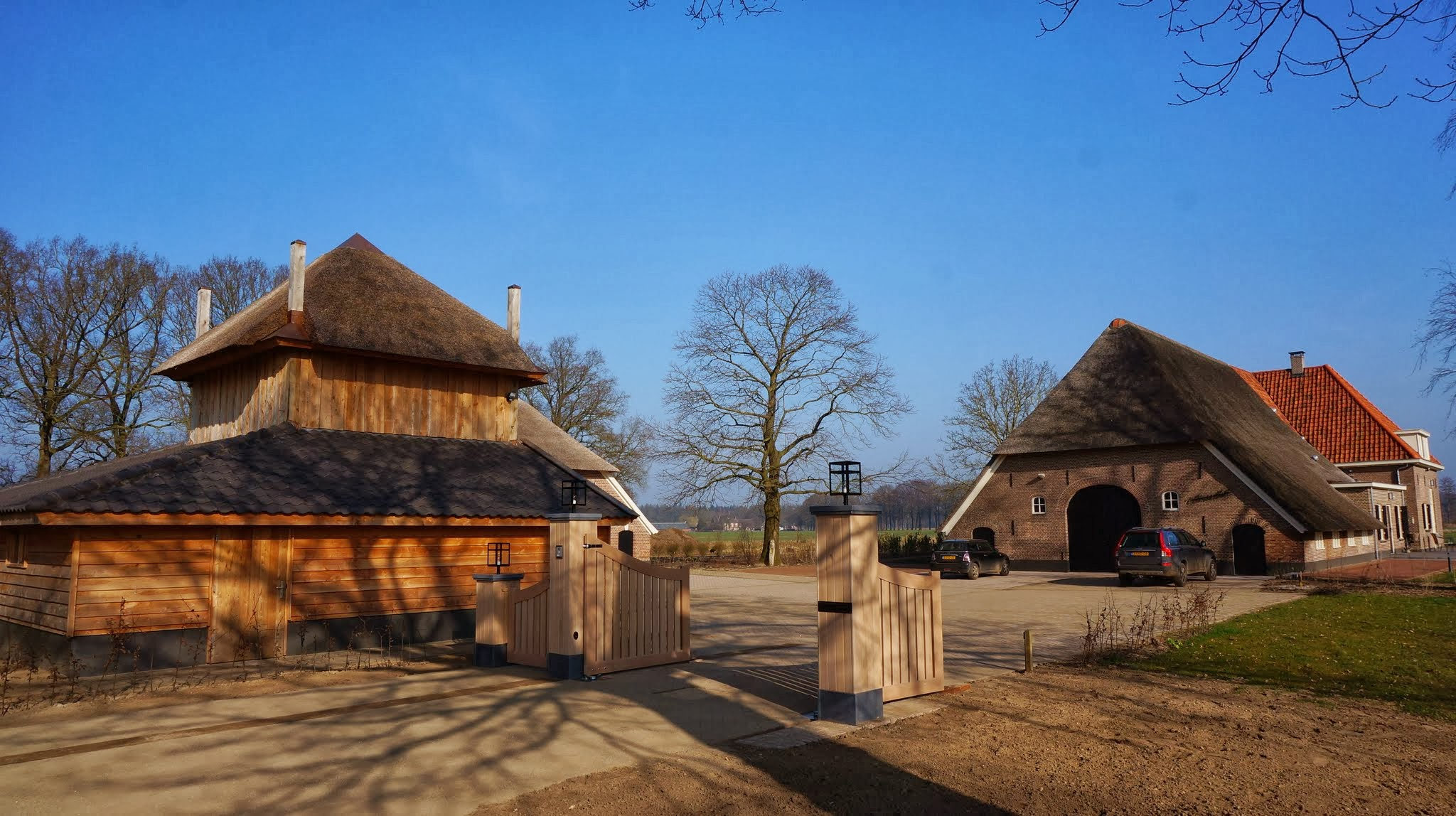
Ферми в Алмені